# Gus Dudgeon
Gus Dudgeon, född 30 september 1942 i Woking, Surrey, död 21 juli 2002 i en bilolycka i Berkshire, var en brittisk musikproducent. 
Han är mest känd för att ha producerat musik av Elton John, David Bowie och Joan Armatrading. 
Han var från 1965 gift med Sheila Bailey, som också avled i bilolyckan den 21 juli 2002 utanför Reading i Berkshire i England.
I april 2005 uppstod en konflikt mellan David Bowie och Dudgeons efterlevande, som krävde superstjärnan på motsvarande 125 miljoner kronor, som man menade att Gus Dudgeon inte fått trots att han förtjänat dem. Grälet uppstod genom det avtal som producenten och artisten ingick när låten "Space Oddity" gavs ut 1969. Producenten lovades då två procent av försäljningsintäkterna utöver de 475 dollar han fick. Än så länge har inte pengarna delats ut.